# R.O.D READ OR DIE YOMIKO READMAN "THE PAPER"
『R.O.D READ OR DIE YOMIKO READMAN "THE PAPER"』（アール・オー・ディー リード・オア・ダイ、ヨミコ・リードマン "ザ・ペーパー" ）は、倉田英之による日本のライトノベル。イラストは羽音たらくが担当している。スーパーダッシュ文庫（集英社）より、2000年7月から刊行されている。2012年2月時点で累計発行部数は78万部を記録している。
2013年の時点で全12巻の予定だったが、2014年春季に全13巻に予定を変更。刊行は2006年2月発売の第11巻を最後に丸10年以上も中断していた。以降、長きに渡り執筆が停滞し作品として休眠（事実上の打ち切り）状態にあったが、2016年6月24日にダッシュエックス文庫の公式サイトで第12巻の発売が同年8月予定とあらためて告知され、実際に同巻が8月25日に、前巻から10年半ぶりに刊行された。
なお本作の11巻発刊から12巻発刊に至る10年余の間にスーパーダッシュ文庫はレーベル自体が事実上の消滅（ダッシュエックス文庫へ発展解消された）状態になっていたが、本作の復活によって同レーベルも一時的な復活を果たしており、こと本作の発刊に関しては12巻発売となった2016年8月現在の時点においてはダッシュエックス文庫からではなく、10年前から引き続き、あくまでもスーパーダッシュ文庫からの発刊となっている。

## 概要
大英図書館特殊工作部のエージェント、読子・リードマンと少女小説家、菫川ねねねが出会った頃の出来事が中心に描かれている。基本的にR.O.Dシリーズは、この小説版が原作であるため、他メディア作品であるOVA版『R.O.D -READ OR DIE-』やTVアニメ版『R.O.D -THE TV-』と比べて、作者の世界観や読子の過去、大英図書館特殊工作部の内情が詳しく描写されている。
OVA・TVアニメ版とは、読子とナンシー・幕張、ねねねとウェンディなどがこの時点で顔見知りになっている等の相違が見られ、実質的にパラレルワールド となっている。

## あらすじ
とある都立高校に世界史の産休教師としてやって来た読子・リードマンは、その高校に在学する天才少女小説家、菫川ねねねと出会う。読子の本業は紙を自在に操ることのできる紙使いで、大英図書館特殊工作部所属のエージェント「ザ・ペーパー」であった。ねねねを偏執狂的なストーカーから救ったことがきっかけで読子はねねねに気に入られる。以来ねねねは何かと読子のもとを訪れるようになる。
ドイツでグーテンベルクが印刷した黒魔術書の1ページ（グーテンベルク・ペーパー）が発見されると、ジェントルメンは大英図書館特殊工作部の責任者、ジョーカーに対して、これを英国に運び込み、解読するよう命じる。ジェントルメンはそこに不老不死を実現する秘法が書かれていると考えたのである。ジョーカーは、読子をロンドンに召還し、グーテンベルク・ペーパーの輸送と護衛を命じる。
一方、グーテンベルク・ペーパー解読のために大英博物館に幽閉されていたファウストが解放される。ファウストはジェントルメンと同じように肉体が衰える時間が常人よりはるかに遅い体質を持っていたために、警戒されていたが、彼が何百年にもわたって蓄積した知識が是が非でも必要になったのである。
グーテンベルク・ペーパーをねらって、読仙社は精鋭部隊をロンドンに送り込むが、読子たちの活躍で撃退される。しかし、ファウストが読仙社に寝返ったため、ジョーカーは読子とナンシー・幕張を中国に潜入させて、グーテンベルク・ペーパー奪還を命じる。読子らの奮闘空しく、読子とナンシーは読仙社側に拘束され、業を煮やしたジェントルメンは最後の力を振り絞って自らの肉体を若返らせ、ジョーカーを名代に任命すると、自ら読仙社本部を急襲した。圧倒的なパワーで、読仙社を崩壊に導くジェントルメンだったが、彼の前にかつての妻・チャイナが立ちはだかる。そのころ、ジェントルメンの名代として最高権力を手にしたジョーカーもまた不穏な動きを見せ始めていた。

## 世界観
人類創世のはるか昔より数十万年の年月を生きる存在であるジェントルメンは、英国の大英図書館を根城に、西洋世界を陰から支配する支配者であった。人類創世のころ、ジェントルメンの妻として一緒に暮らしていた女性がチャイナ（通称：おばあちゃん）であり、彼女は中国の読仙社を根城に、東洋世界を牛耳っている。
ジェントルメンもチャイナも、少しずつであるが老化がすすみ、死が近づいていた。完全な不老不死の体を得るためにグーテンベルクペーパーを手に入れ、世界を自分の思い通りに再び書き換えようとするジェントルメン、それを阻止しようとするチャイナ。大英図書館と読仙社の間では激しい戦いが繰り広げられる。
日本は外伝で国立国会図書館にも「特務課」が近年の内に設立予定である旨が記されていることから大英図書館特殊工作部の管轄下にあるようである。

## 主な登場人物
読子・リードマン（よみこ リードマン）
本作の主人公。日英ハーフ。大英図書館特殊工作部のエージェントであり、表の顔は非常勤高校講師。第16代ザ・ペーパーの異名を持ち、紙使いの中でも最強の実力を誇る。本を読んでいないと精神が落ち着かない重度のビブリオマニア(愛書狂)で、膨大な蔵書を保管するために神保町のビルを1つ丸ごと借り切っている。また、複数のアパートも蔵書の保管のために借りているらしい。一軒の書店の本全てを一括購入したことも何度かある。このため大英図書館特殊工作部のエージェントとしてかなりの収入があるにも関わらず、常に金銭的には困窮している。読書と紙を使うこと以外はほとんど自分のことをかまわない、まったくのダメ人間で、シリーズものの本を読み出すと読書に没頭して一週間ほど着替えも入浴もしなかったりすることも珍しくない。前述のビルの屋上にプレハブを建て、新聞紙を毛布代わりにして生活している。速読は得意だが、文章を書く方はあまり得意ではないらしい。また、本を読むために複数の言語を扱え、その特技で未開の部族の壁画の文字を読んだこともあるが読めるだけで聞いたり話したりが出来るわけではない。童顔で下記のドニーの遺品である黒縁メガネを常に着用している。いわゆる巨乳。
かつて最愛の恋人であったドニー・ナカジマを自らの手で殺害するという過去を背負っている。ねねねの大ファンで、彼女を「先生」と呼んでいる。
菫川 ねねね（すみれがわ ねねね）
13歳でデビューした天才少女小説家。強気で好奇心旺盛。現役女子高生作家という肩書きだが、現在高校は休学中。
読子が非常勤講師に来たときの教え子で、読子を「先生」と呼ぶ。エージェントである読子に強い興味を惹かれ、読子の後を常に追いかける。彼女の転戦に従って、ウェンディと共に世界中を旅している。
ジョーカー
大英図書館特殊工作部の責任者。貧民階級の出身で出世欲が旺盛。一見、人当たりが良く、友達思いにも見えるが、実はかなり利己的な性格である。ジェントルメンをだんだん疎ましく思うようになっている。ヤングメンの恐ろしさに核兵器を使ってヤングメンを殺そうとしている。
ウェンディ・イアハート
大英図書館特殊工作部スタッフ見習い。イギリス人とインド人のハーフ。ジョーカーに秘書代わりに使われている。ねねねの面倒を見るよう命じられ、ねねねと一緒に行動している。
ナンシー・幕張（ナンシー・まくはり）
大英図書館特殊工作部エージェント。任務のないときは、オーストラリアでアンティークショップを経営している。透過能力を持ち、「ミス・ディープ」のコードネームを持つ。
ドレイク・アンダーソン
元米国特殊部隊隊員の傭兵。大英図書館特殊工作部の依頼で、度々、読子の危機を救う。マッギーという娘を持ち、今は妻と別れ娘とも別居中。
ジェントルメン（現：ヤングメン）
西洋世界の陰の支配者。かつて人類が言語すら持たなかった時代において、彼らの先駆者にして統率者であった男性。大英図書館を拠点に今まで途方もない時間を生きてきているが、不老でもなければ不死でもない様子。不老不死の体を手に入れるため、それを可能にするグーテンベルク・ペーパーに固執している。現在、残った力を凝縮し肉体を若返らせ、単独行動中。生物に自分の細胞を植え付け進化させる能力を有する。尚この能力は人類にも使用可能だが、人類は種として既に脆弱過ぎる為進化に耐えきれず体が委縮し頭脳だけ巨大化したような姿になりそのまま衰弱死してしまう。
ファウスト
外見は美少年だが、実際は数百年の年月を生きている。読子の生き様に興味を持ち、読子に求婚している。ジェントルメンとは過去に確執があるらしい。
チャイナ（おばあちゃん）
東洋世界の陰の支配者。ジェントルメン同様、人類が言語すら持たなかった時代より生きている女性。ジェントルメンとはその頃に夫婦という概念に近かったこともあり、子も成した仲であるが最終的に離縁した。ジェントルメンには「売女」等とも呼ばれる。ジェントルメンの暴走を止めるために、ジェントルメンとの対決を決意する。部下に慕われている。ジェントルメンより先に最後の力を振り絞って肉体を若返らせたため、外見は幼い少女。
王炎 （おうえん）
読仙社の最高幹部、四天王の一人。長髪の美青年。紙使いで、物や人を本の中に閉じ込める能力を持っている。チャイナに絶対の忠誠を誓う。
凱歌 （がいこう）
読仙社の最高幹部、四天王の一人。人形の様に表情がない男。"歌"で紙を操る能力を持っている。王炎同様、チャイナに絶対の忠誠を誓う。
五鎮姉妹（ごっちんしまい）
責任感が強い頼れる長女 静（じん）、がさつでおつむの弱い次女 帆（ふぁん）、人を喰った様な性格の三女 薇（うぇい）、常に冷静に物事を見つめる四女 琳（りん）、おっとりしてドジっ娘の五女 茜（しー）の五つ子姉妹で、チャイナの親衛隊。それぞれ、文鎮を模した異なる5つの武具を使って戦う。
ドニー・ナカジマ
大英図書館特殊工作部エージェント。第15代ザ・ペーパー。読子より5歳年上で、読子に読書の面白さを教えた人物。読子にとって処女を捧げた最愛の恋人であり、紙使いとしての師匠でもあった。また、彼自身も読子を真剣に愛していた。しかし、何らかの事情で読子の手によって殺されたらしい。本を真に愛する人物で、優しい心の持ち主だった。

## 既刊一覧
- 倉田英之・スタジオオルフェ（著） / 羽音たらく（イラスト） 『R.O.D READ OR DIE YOMIKO READMAN "THE PAPER"』 集英社〈スーパーダッシュ文庫〉、既刊12巻（2016年8月25日現在）
  1. 2000年7月14日発売[6]、ISBN 4-08-630002-8
  2. 2000年10月25日発売[7]、ISBN 4-08-630014-1
  3. 2001年3月23日発売[8]、ISBN 4-08-630026-5
  4. 2001年7月25日発売[9]、ISBN 4-08-630040-0
  5. 2001年12月21日発売[10]、ISBN 4-08-630062-1
  6. 2002年7月25日発売[11]、ISBN 4-08-630087-7
  7. 2002年12月19日発売[12]、ISBN 4-08-630105-9
  8. 2003年7月25日発売[13]、ISBN 4-08-630136-9
  9. 2004年2月25日発売[14]、ISBN 4-08-630169-5
  10. 2004年7月23日発売[15]、ISBN 4-08-630192-X
  11. 2006年2月24日発売[16]、ISBN 4-08-630280-2
  12. 2016年8月25日発売[17]、ISBN 978-4-08-630765-9